# لووفن اسیل مورفان
لووفن اسیل مورفان (انگلیسی: Levophenacylmorphan) از مشتقات مورفین بوده و به عنوان یک آنتاگونیست اوپیوئیدی عمل میکند. این دارو مسکن درد بوده و در این زمینه ۱۰ برابر قوی تر از مورفین است. 